# Princess Maker
Princess Maker (jap. プリンセスメーカー, Purinsesu Mēkā), kurz Purime (プリメ), ist der Name einer Reihe von Computerspielen von GAINAX. Sie entstand unter der Leitung und mit dem Charakter-Design (bis auf den 4. Teil) von Takami Akai. Es gehört zum Genre der Lebenssimulationen, genauer der Ikusei Simulation Games (育成シミュレーションゲーム, ikusei shimyurēshon gēmu, engl. raising sims), als deren Begründer es gilt.
Bis 2016 wurde kein Teil je außerhalb Japans, Südkoreas oder Taiwans veröffentlicht. Teil 2 wurde von SoftEgg mit kleineren Zensuren ins Englische übersetzt, jedoch ging der Publisher vor der Veröffentlichung bankrott. Dieser Teil erschien in der verbesserten Refine-Version am 28. September 2016 auf Steam. Es folgte am 17. Februar 2017 Princess Maker Refine, die Neuauflage des ersten Teils.
Von GAINAX wurde 2002/03 der Anime Puchi Puri Yucie (ぷちぷり*ユーシィ, Puchi puri Yūshi, dt. „kleine Prinzessin Yucie“) produziert, der lose auf dem 3. Teil basiert.
Im Spiel selbst stellt man eine Aufsichtsperson dar (der konkrete Hintergrund ist in jedem Spiel anders, in Teil 3 kann man ihn auch selbst wählen), die mit der Ausbildung und Erziehung einer Tochter betraut wurde. Dies geschieht in der Zeitspanne zwischen ihrem 10. und 18. Lebensjahr. Danach ist das Spiel beendet, und es wird je nach Erfolg im Spiel das zukünftige Leben der jungen Frau dargestellt. Um das Spielziel zu erfüllen, hat man verschiedene Ausbildungs- und Berufsoptionen für sein Mündel zur Verfügung, die wochenweise geplant und abgearbeitet werden können. Neben klassischer Schulausbildung und den üblichen Beschäftigungen im Mittelalter, wo das Geschehen stattfindet – im 5. Teil jedoch in der Moderne – gibt es soziale Interaktion mit NPCs und teilweise einen kleinen Adventure-Abschnitt, in dem man einfache RPG-Szenarien erleben kann, die ebenfalls Einfluss auf die Entwicklung haben. In manchen Teilen sind auch kleine Wettbewerbe gegen andere Mädchen möglich, die, basierend auf der eigenen Entwicklung, gewonnen oder verloren werden können.
Die Entwicklung des Mädchens wird über eine bestimmte Anzahl Statistiken bestimmt, die durch die Ausbildung und die möglichen Berufe beeinflusst werden können. Dabei handelt es sich normalerweise um Gewinn/Verlust-Einflüsse, das heißt, man gewinnt in zwei, drei Werten einige Punkte hinzu, verliert dafür aber in einem anderen Wert ein wenig. Die möglichen Berufe sind im Normalfall altersabhängig und liefern neben den Werteveränderungen auch die jeweils im Spiel vorhandene Währung. Das Spielende wird über die Gesamtheit der erzielten Werte im Spiel bestimmt, wobei es in jedem Teil eine sehr große Anzahl möglicher Spielenden gibt, die zudem verschieden kombinierbar sind, da Dinge wie Heirat und mögliche Kinder nicht unbedingt mit dem erspielten Endberuf zusammenhängen, sondern von eigenen Werten und Entscheidungen bestimmt werden. Der Endberufe umfassen dabei „Gut“ oder „Böse“ und niedrigen bis hohen Status, d. h. Handwerker oder Soldat gegenüber Prostituierte oder Diebin bis Erzbischöfin, königliche Prinzessin oder Heldin gegenüber Dämonenkönigin.

## Teile
1. Princess Maker (プリンセスメーカー): Veröffentlicht am 24. Mai 1991 für PC-9801 und später für IBM-PC-kompatible (MS-DOS, Windows), MSX, PC Engine, X68000, PlayStation 2 und i-mode.
2. Princess Maker 2 (プリンセスメーカー2): Veröffentlicht am 15. Juni 1993 für PC-9801 und später für IBM-PC-kompatible (MS-DOS, Windows), PC Engine, FM Towns, Apple Macintosh, Sega Saturn, 3DO, Dreamcast, PlayStation 2, i-mode und GP32 (nur in Südkorea).
3. Princess Maker: Yumemiru Yōsei (プリンセスメーカー ゆめみる妖精, dt. Princess Maker: Träumende Elfe): Veröffentlicht am 24. Januar 1997 für PlayStation und später für Windows, Sega Saturn, Dreamcast
4. Princess Maker 4 (プリンセスメーカー4): Veröffentlicht am 1. September 2005 für die PlayStation 2 und später für Windows, PlayStation Portable, Mobiltelefone (Yahoo! Kētai, BREW) und Nintendo DS. Das Charakter-Design stammt von Naoto Tenhiro.
5. Princess Maker 5 (プリンセスメーカー5): Veröffentlicht am 3. März 2007 für Windows und später für PlayStation 2 und PlayStation Portable.

- Princess Maker – Legend of Another World (プリンセスメーカー～Legend of Another World～): Eine Neuauflage des 2. Teils die am 15. Dezember 1995 für das Super Famicon (SNES) veröffentlicht wurde.
- Princess Maker: Pocket Daisakusen (プリンセスメーカー ポケット大作戦): Ein Puzzlespiel mit den Charakteren aus Teil 1–3, das am 13. August 1998 für die PlayStation und später für Windows veröffentlicht wurde.
- Princess Maker: Go! Go! Princess (プリンセスメーカー ゴー!ゴー!プリンセス): Ein Sugoroku-Würfelspiel mit den Charakteren aus Teil 1–3 und Legends of Another World, das am 21. Januar 1999 für die PlayStation und später für Windows veröffentlicht wurde.
- Princess Maker Q (プリンセスメーカーQ): Ein Quiz-Adventure, das am 7. Februar 2001 für Windows und Macintosh veröffentlicht wurde.